# Финник. Музыка из фильма
«Финник. Музыка из фильма» —  саундтрек к мультфильму  «Финник», вышедший в 2022 году.

## Критика
| Оценки критиков | Оценки критиков |
| Источник        | Оценка          |
| --------------- | --------------- |
| Intermedia      | [ 2 ]           |

На портале Intermedia Алексей Мажаев подчеркнул: саундтрек и сам по себе хорош, и повышает интерес к мультфильму.
Песню «Прекрасный старый дом» в исполнении Князя и Хелависы он назвал главной «фишкой» звуковой дорожки саундтрека. По его мнению, для детей того времени - основной аудитории мультфильма - солисты групп «КняZz» и «Мельница» вряд ли являются лидерами общественного мнения, и дети тех времён не застали основу этой песни — трек «Проклятый старый дом» группы «Король и Шут». Алексей считает, что песня очень понравится детям, а взрослым будет приятно послушать новую версию песни, особенно партии Хелависы.
По мнению Алексея, гораздо более жутко, по сравнению с «Прекрасным старым домом», звучит песня Fire группы Scooter. Также он пометил, что песню про главного героя написали композиторы «Смешариков» Марина Ланда и Сергей Васильев, и песня звучит в «модном» стиле рэп.

## Список композиций
Все песни, кроме отмеченных, исполнены Сергеем Сидоровым.
| №   | Название                  | Исполнитель                                                          | Длительность |
| --- | ------------------------- | -------------------------------------------------------------------- | ------------ |
| 1.  | «Прекрасный старый дом»   | Князь и Хелависа                                                     | 2:43         |
| 2.  | «Fire»                    | Scooter                                                              | 3:12         |
| 3.  | «Финник»                  | Михаил Хрусталёв, Инга Брик, Вероника Голубева и Константин Михайлов | 2:03         |
| 4.  | «Попкорн и рок-н-ролл»    |                                                                      | 1:18         |
| 5.  | «Добро пожаловать»        |                                                                      | 1:18         |
| 6.  | «Аренда»                  |                                                                      | 0:45         |
| 7.  | «Первое знакомство»       |                                                                      | 1:11         |
| 8.  | «Не мои проблемы»         |                                                                      | 1:00         |
| 9.  | «Я тебя вижу»             |                                                                      | 1:10         |
| 10. | «Паника»                  |                                                                      | 0:46         |
| 11. | «Попкорн»                 |                                                                      | 1:01         |
| 12. | «Лава и метель»           |                                                                      | 1:01         |
| 13. | «Всё под контролем»       |                                                                      | 1:00         |
| 14. | «Ты не злодей!»           |                                                                      | 0:53         |
| 15. | «Шоу начинается»          |                                                                      | 1:23         |
| 16. | «Выслушайте меня»         |                                                                      | 1:42         |
| 17. | «Парк развлечений»        |                                                                      | 1:03         |
| 18. | «Что ты себе позволяешь?» |                                                                      | 0:42         |

Бонус-треки.
| №                   | Название            | Исполнитель                           | Длительность |
| ------------------- | ------------------- | ------------------------------------- | ------------ |
| 19.                 | «Finnick»           | Михаил Хрусталёв и James Dalton Caran | 2:03         |
| 20.                 | «The place is mine» | Melissa Anne Manaig и Julian Contour  | 2:43         |
| Общая длительность: | Общая длительность: | Общая длительность:                   | 28:57        |